# Junta Monetaria del Banco de Guatemala
La Junta Monetaria (JM) es la autoridad máxima del Banco de Guatemala. Es decir, ejerce la dirección suprema del Banco Central de la República, además tiene a su cargo la determinación de la política monetaria, cambiaría y crediticia del país y vela por la liquidez y solvencia del sistema bancario nacional, asegurando la estabilidad y el fortalecimiento del ahorro nacional. 
La Junta Monetaria es también un órgano constitucional establecido en el artículo 132 y 133 por la Constitución y regulado por la Ley Orgánica del Banco de Guatemala. 
Los actos y  de la Junta Monetaria, están sujetos a los recursos administrativos y al de lo contencioso-administrativo y de casación.

## Finalidad de la Junta Monetaria
La finalidad de la Junta Monetaria es garantizar la estabilidad monetaria, cambiaría y crediticia del país. La Junta Monetaria no podrá autorizar que el Banco de Guatemala otorgue financiamiento directo o indirecto; garantía o aval al Estado, a sus entidades descentralizadas o autónomas ni a las entidades privadas no bancarias. 
Con ese mismo fin, el Banco de Guatemala no podrá adquirir los valores que emitan o negocien en el mercado primario dichas entidades. Se exceptúa de estas prohibiciones el financiamiento que pueda concederse en casos de catástrofes o desastres públicos, siempre y cuando el mismo sea aprobado por las dos terceras partes del número total de diputados que integran el Congreso a solicitud del Presidente de la República de Guatemala.

## Composición
Según el artículo 132 de la Constitución y artículo 13 de la Ley Orgánica del Banco de Guatemala, establecen que la Junta Monetaria se integra con los siguientes miembros:
a. El presidente, quien también lo será del Banco de Guatemala, nombrado por el presidente de la República y por un período establecido en la Ley; 
b. Los ministros de Finanzas Públicas, Economía y Agricultura, Ganadería y Alimentación; 
c. Un miembro electo por el Congreso de la República de Guatemala;
d. Un miembro electo por las Asociaciones Empresariales de Comercio, Industria y Agricultura;
e. Un miembro electo por los presidentes de los Consejos de Administración o Juntas Directivas de los Bancos Privados Nacionales; y 
f. Un miembro electo por el Consejo Superior de la Universidad de San Carlos de Guatemala.
Estos tres últimos miembros durarán en sus funciones un año. 

### Sustitución
Todos los miembros de la Junta Monetaria, tendrán suplentes, salvo el presidente, a quien lo sustituye el vicepresidente y los ministros de Estado, que serán sustituidos por su respectivo viceministro. El vicepresidente de la Junta Monetaria y del Banco de Guatemala, quien también será nombrado por el presidente de la República, podrá concurrir a las sesiones de la Junta Monetaria, juntamente con el presidente, con voz, pero sin voto, excepto cuando sustituya al Presidente en sus funciones, en cuyo caso, sí tendrá voto. 

### Requisitos
El presidente, el vicepresidente y los designados por el Consejo Superior Universitario y por el Congreso de la República, deberán ser personas de reconocida honorabilidad y de notoria preparación y competencia en materia económica y financiera.

## Funciones
Son funciones de la Junta Monetaria las siguientes:
a) Determinar y evaluar la política monetaria, cambiaría y crediticia del país, incluyendo las metas programadas, tomando en cuenta el entorno económico;
b) Velar por la liquidez y solvencia del sistema bancario nacional;
c) Reglamentar los aspectos relativos al encaje bancario y al depósito legal, de conformidad con su Ley Orgánica;
d) Reglamentar la cámara de compensación bancaria o cualquier otro instrumento o mecanismo que persiga los mismos fines de aquella;
e) Autorizar, a propuesta del Gerente General, la política de inversiones de las reservas monetarias internacionales;
f) Establecer las reservas necesarias para fortalecer el patrimonio del Banco;
g) Aprobar el Presupuesto de Ingresos y Egresos del Banco de Guatemala y el de Superintendencia de Bancos;
h) Aprobar o modificar la estructura administrativa del Banco de Guatemala, a propuesta del Gerente General;
i) Nombrar y remover al Gerente General y demás autoridades y funcionarios;
j) Aprobar anualmente los estados financieros del Banco;
k) Aprobar anualmente, para su publicación, la memoria de labores del Banco de Guatemala;
l) Emitir los reglamentos que de conformidad con ésta y otras leyes;
m) Aprobar las disposiciones, normas o instrumentos legales que someta a su consideración la Superintendencia de Bancos o, en su caso, el Banco de Guatemala; y
n) Ejercer las demás atribuciones y facultades que le correspondan, de acuerdo con esta Ley, la Ley Monetaria y otras disposiciones legales aplicables.